# Marolles-les-Buis
Marolles-les-Buis ist ein Ort und eine französische Gemeinde mit 207 Einwohnern (Stand: 1. Januar 2022) im Département Eure-et-Loir im Nordwesten der Region Centre-Val de Loire. Sie gehört zum Arrondissement Nogent-le-Rotrou und zum Kanton Nogent-le-Rotrou.

## Lage
Marolles-les-Buis liegt etwa 50 Kilometer westsüdwestlich von Chartres. Umgeben wird Marolles-les-Buis von den Nachbargemeinden Condé-sur-Huisne im Westen und  Norden, Saint-Victor-de-Buthon im Norden und Nordosten, Saintigny im Osten, Südosten und Süden sowie Arcisses im Süden und Westen.

## Bevölkerungsentwicklung
| Jahr                       | 1962 | 1968 | 1975 | 1982 | 1990 | 1999 | 2006 | 2013 | 2020 |
| Einwohner                  | 248  | 240  | 261  | 227  | 227  | 211  | 263  | 234  | 207  |
| Quellen: Cassini und INSEE |      |      |      |      |      |      |      |      |      |

## Sehenswürdigkeiten
- Kirche Saint-Vincent aus dem 12. Jahrhundert, Monument historique seit 1906
- Pfarrhaus aus dem 18. Jahrhundert
- Schloss La Vignardiére

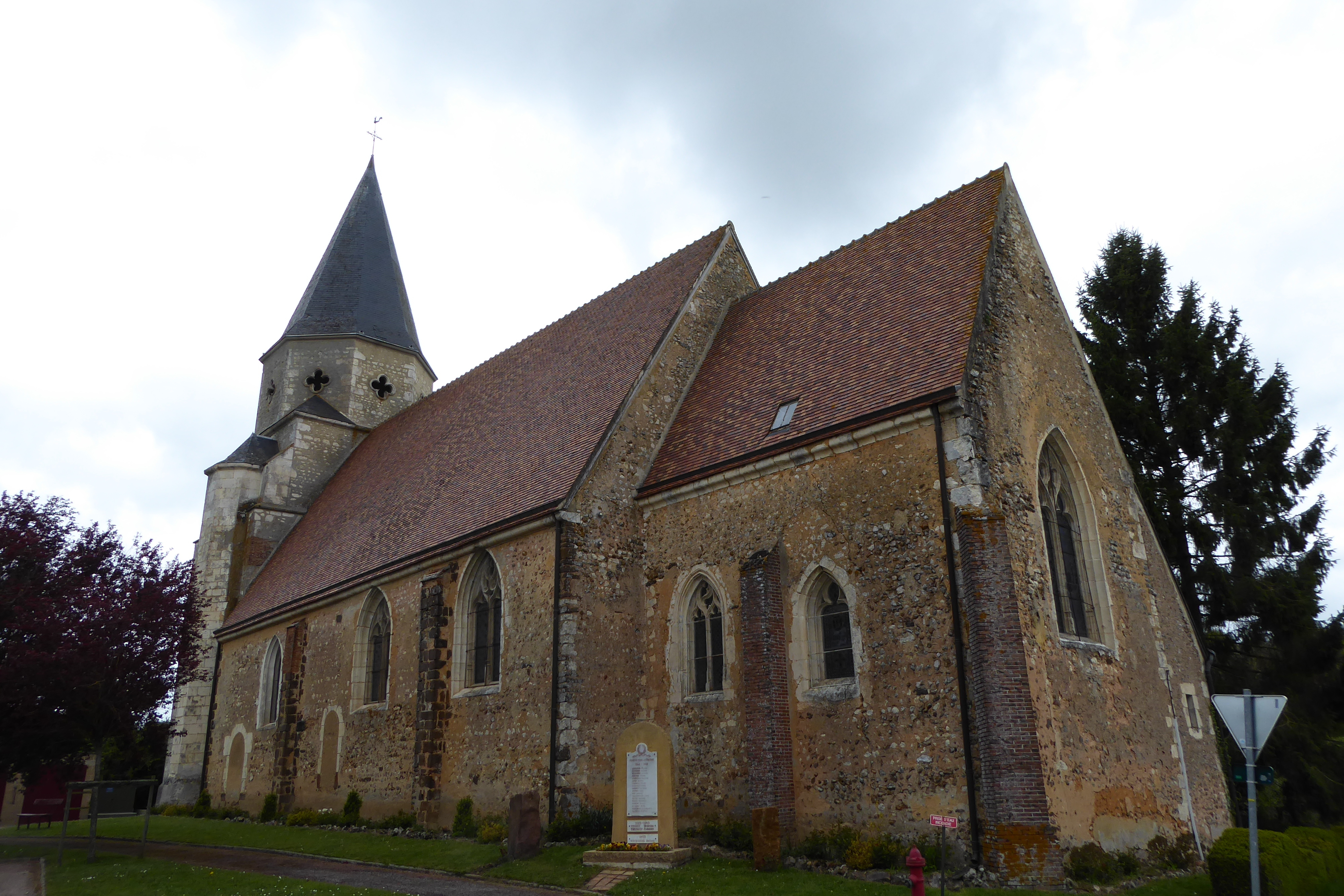
Kirche Saint-Vincent
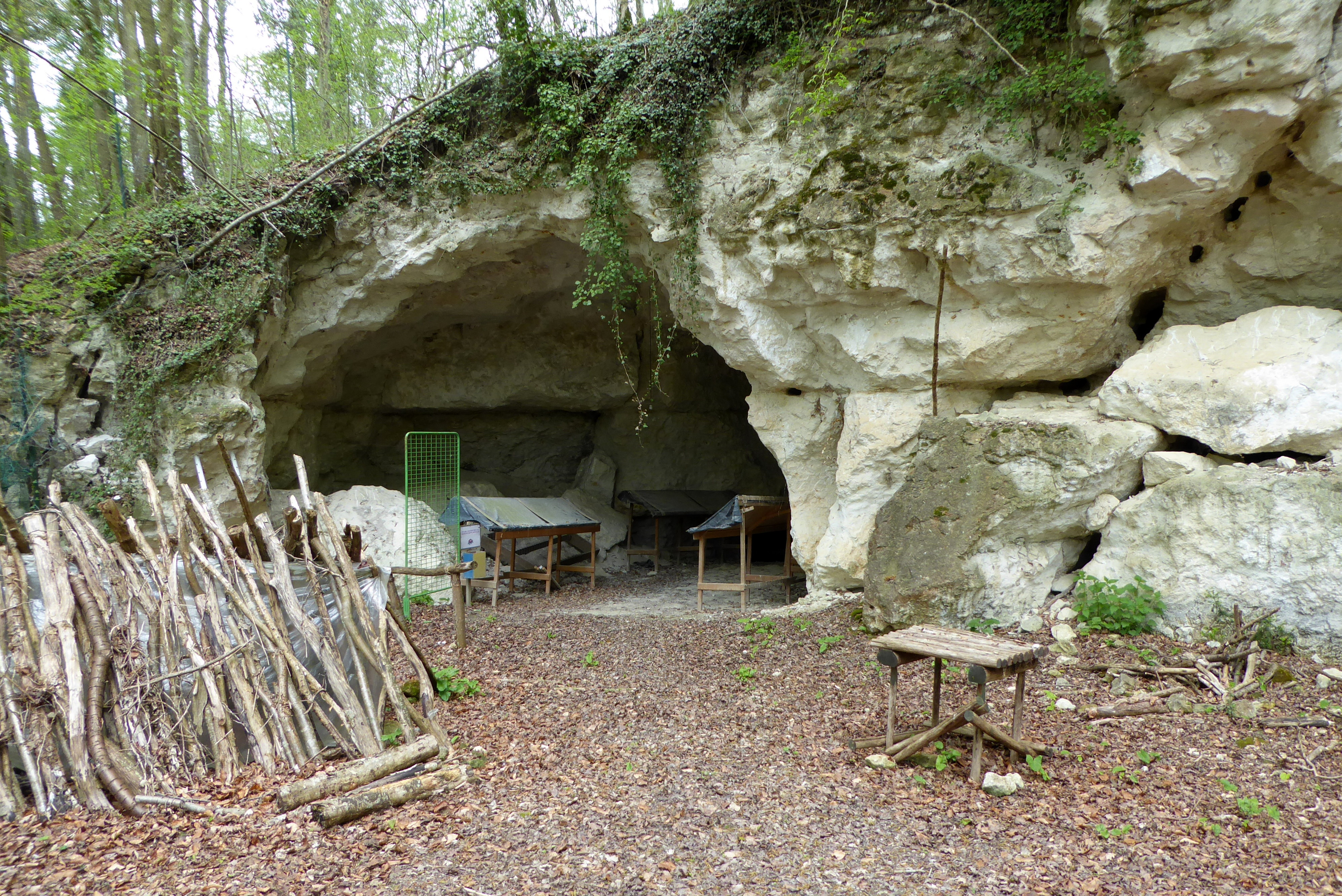
Höhle der Maquisards